# Дур-Курігальзу

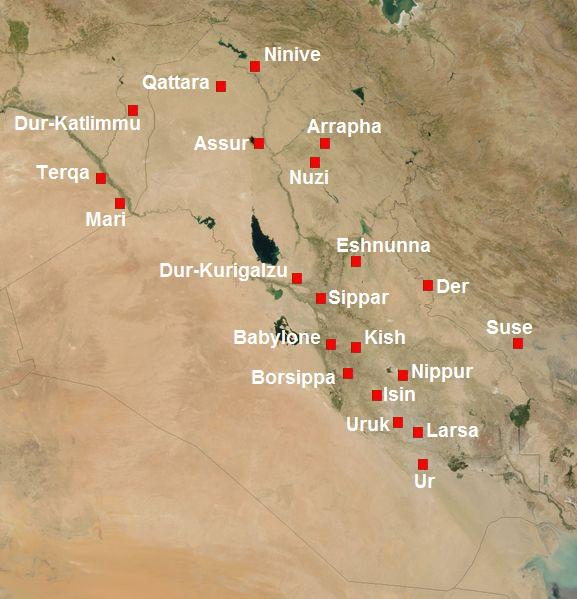
Межиріччя в II тисячолітті до н. е.

Дур-Курігальзу (аккад. Фортеця Курігальзу) — стародавнє місто на півдні Месопотамії, засноване каситським царем Курігальзу I неподалік від місця злиття Тигра та Діяли. Після падіння каситської династії Вавилонії місто було покинуте.
Зараз тут, за 30 км на захід від Багдада, розташоване арабське поселення Акар-Куф (араб. عقرقوف). Територія древнього міста обстежена іракськими археологами, вони виявили понад 100 клинописних табличок каситського періоду, які зараз зберігаються в Національному музеї Іраку.

## Історія
В кінці XV — початку XIV століть до Р. Х. цар Курігальзу переніс свою резиденцію з Вавилону в нову, добре захищену фортецю, яка була названа на його честь. Вавилон при цьому отримав звільнення від загальнодержавних податків і став привілейованим самоврядним містом. Після смерті царя Дур-Курігальзу продовжував деякий час залишатися найважливішим містом Межиріччя, поки приблизно в XII столітті до Р. Х. він не був покинутий.
Площа міста, оточеного широкою стіною, становила близько 225 гектарів. Розташований усередині зикурат споруджений на честь Енліля — головного божества вавилонського пантеону. Поруч розташовувалися храмові споруди. Палац мав такі відмітні особливості, як модульність будівлі в складі великого приміщення і прилеглих до нього трьох малих кімнат. У східній частині палацу виявлена скарбниця, а також тронний зал / церемоніальна кімната.

## Розкопки
У 1942-1945 Іракський Департамент Античності організував на місці городища розкопки спільно з Британською археологічною школою. Дослідницької діяльності іракців і британців торкнулися зикурат, три храми та частина палацового комплексу. Багато з відомих нині великих культурних цінностей каситського періоду виявлені саме на території палацу Дур-Курігальзу.